# Triplet apochromatique
Un objectif apochromatique ou apochromat ou simplement APO est une version améliorée du doublet achromatique (ou achromat) pour assurer la correction des aberrations chromatique et sphérique.
L'achromat se limite à la correction des distances focales de deux faisceaux de longueurs d'onde différentes (généralement rouge et bleue). L'apochromat permet de corriger les distances focales de trois longueurs d'onde différentes. La dispersion résiduelle des couleurs est moindre que celle produite par un achromat, à ouverture et distance focale équivalentes. L'apochromat permet aussi de corriger les aberrations sphériques sur deux longueurs d'onde, contre une longueur d'onde avec l'achromat.

Aberration chromatique avec une simple lentille convergente.
L'apochromat est un assemblage de 3 lentilles permettant de corriger les trajectoires de 3 faisceaux de longueurs d'onde différentes.
Variation de la distance focale en fonction de la longueur d'onde dans le spectre du visible.

La fabrication d'un apochromat requiert des verres optiques d'une constringence particulière pour parvenir à ce résultat. On utilise généralement des verres crown & fluorine. Entre les lentilles, on insère également des liquides transparents et présentant des propriétés de dispersion exceptionnelles. L'influence de la température sur les indices de réfraction et la dispersion doit être soigneusement prise en compte dans la conception des apochromats pour garantir une performance optimale.